# Sokołów Małopolski
Pour les articles homonymes, voir Sokołów.
Sokołów Małopolski est une ville de Pologne, située dans le sud-est du pays, dans la voïvodie des Basses-Carpates. Elle est le chef-lieu de la gmina de Sokołów Małopolski, dans le powiat de Rzeszów.

## Personnalités
- Stanisław Szostecki (1968-2021), lutteur polonais, est né à Sokołów Małopolski.